# Kostel Matky Boží U Obrázku
Kostel (kaple) Matky Boží U Obrázku v libereckých Ruprechticích je secesní kostelík římskokatolické církve stojící nedaleko údajně léčivé studánky. Kostel je zajímavý neobvyklým umístěním věže a kruhovým půdorysem, dotváří jedinečnou romantickou podobu celého poutního místa. Díky jeho poloze na vršku nad Ruprechticemi je jednou z nejhezčích libereckých dominant. Objekt bývá vzhledem k velikosti nazýván kostelem, nicméně z liturgického a kanonického hlediska se jedná o kapli.

## Léčivá studánka
Někdy v 15. století se dřevorubci, kácející stromy a získávající tak prostor pro založení Ruprechtic, osvěžovali ve studánce, jejíž vodě připisovali dokonce léčivé účinky. Poblíž studánky býval odedávna zavěšen prostý malovaný mariánský obraz, roku 1807 nechal u studánky rychtář Georg Wöber postavit kříž ve formě kalvárie jako poděkování za své uzdravení. Skutečného věhlasu však studánka dosáhla o 10 let později, když se u ní při pouti údajně uzdravil slepý chlapec z Raspenavy. V roce 1833 pak dal Wöber podél cesty ke studánce zbudovat křížovou cestu a vysázet kaštanovou alej. Kříž i obě sochy u studánky – sv. Jiří a Marie – byly roku 1862 renovovány libereckým malířem Adolfem Burianem.

## Vznik kostela

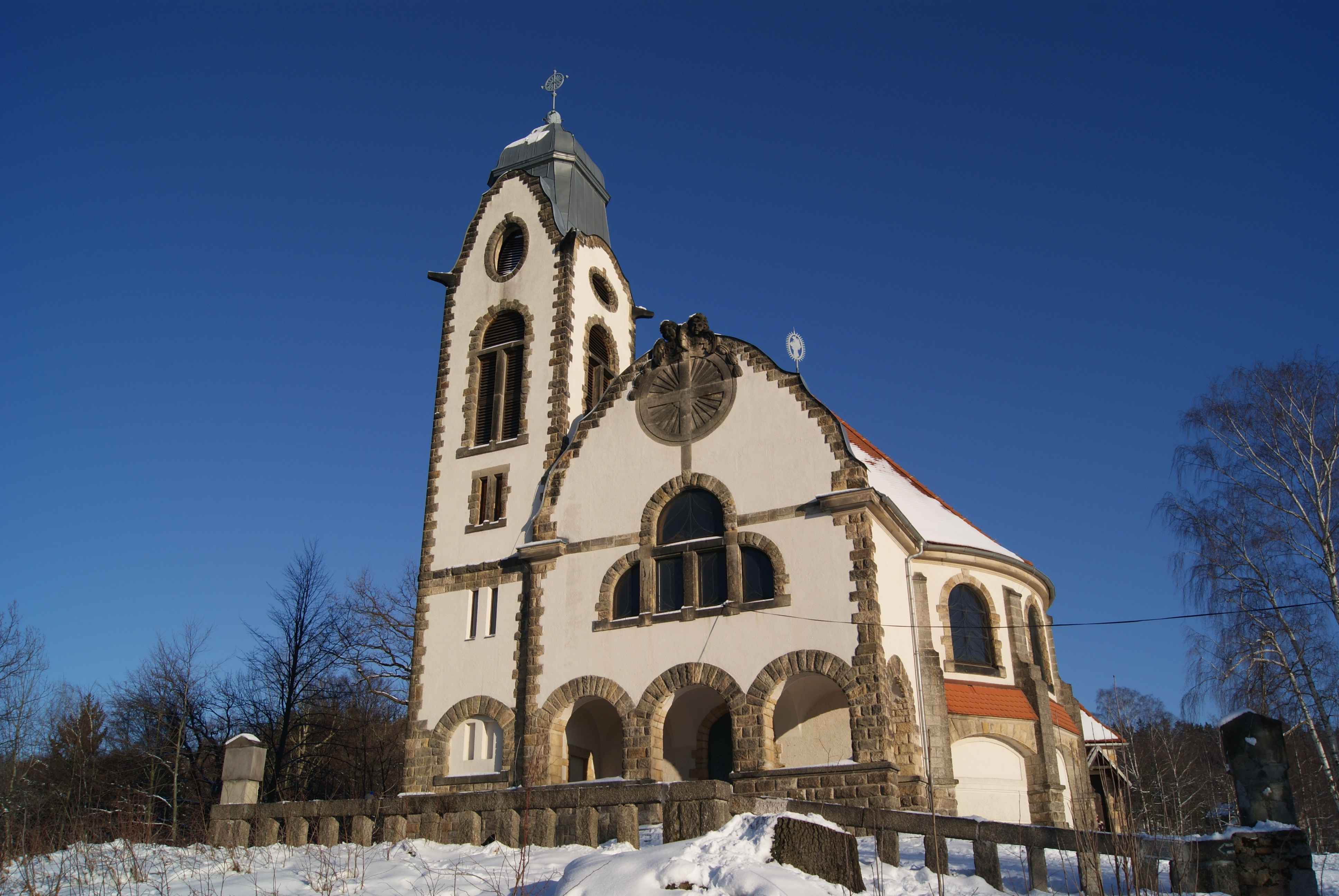
Průčelí stavby

Až do začátku 20. století neměly Ruprechtice žádný kostel. Bylo proto logické postavit nový, a to v blízkosti léčivé studánky. Stavební výbor byl ustanoven 4. prosince 1892, po 13 let pak shromažďoval potřebné prostředky. Když měl roku 1905 pohromadě 35 000 K, přistoupil k vypsání příslušné soutěže. Město Liberec doporučilo návrh Maxe Kühna a Heinricha Fanty, podle kterého byla stavba 26. března 1906 zahájena. Stavba kostela byla svěřena staviteli Adolfu Hűbnerovi a dokončena 30. prosince 1907. Kostel vysvětil 27. července 1907 pražský biskup Václav Frind, a bylo určeno, že oficiální název kostela bude Římskokatolický jubilejní kostel U Obrázku (Rőmisch-katolische Jubiläums Bildkirche). 10. srpna 1908 byl kostel včetně pozemků a křížové cesty darován libereckému arciděkanství.
Od roku 1977 sloužila budova kostela jako sochařský ateliér a i když arch. Švec, který jej měl pronajatý, částečně opravil střechu a okna opatřil mřížemi, byl jeho interiér poměrně zdevastovaný. Kostel byl od roku 1995 rekonstruován a 22. srpna 1998 znovuvysvěcen.